# Láng István (agrokémikus)
Láng István (Mohács, 1931. december 26. – Budapest, 2016. december 17.) Széchenyi-díjas magyar agrokémikus, kutatóprofesszor, a Magyar Tudományos Akadémia rendes tagja, 1985 és 1993 között főtitkára.

## Életpályája
1950 és 1955 között a szovjetunióbeli ivanovói Mezőgazdasági Egyetemen tanult és szerzett mezőgazdász diplomát. Diplomájának megszerzése után az MTA Talajtani és Agrokémiai Kutatóintézetének munkatársa lett, majd 1963-ban az MTA Biológiai Tudományok Osztályának szaktitkáraként kezdett el dolgozni.
1961-ben védte meg a mezőgazdasági tudományok kandidátusi, 1973-ban akadémiai doktori értekezését. Az MTA Talajtani és Agrokémiai Bizottságának lett tagja. 1970-ben az MTA főtitkár-helyettesévé választották (ekkor még nem volt kötelező az akadémiai tagság a tisztség betöltéséhez). 1973-ban a Magyar Tudományos Akadémia levelező, 1985-ben rendes tagja lett. Utóbbi évben a tudományos köztestület főtitkárává is megválasztották (megbízottként már 1984 óta dolgozott e tisztségben). Főtitkárként 1993-ig dolgozott Berend T. Iván és Kosáry Domokos elnöksége alatt. 1993 és 1999 között az MTA elnökségének tagja volt. 2000-ben kutatóprofesszori megbízást kapott. 1986 és 1990 között az Országos Tudományos Kutatási Alap elnöke, majd 1993-ig alelnöke volt. 1993-ban a Gödöllői Agrártudományi Egyetem habilitált magántanára lett.
1986 és 1998 között a World Resources Report című szakfolyóirat szerkesztőbizottságának tagja volt. 1997 és 1999 között az Ember és Bioszféra UNESCO-program nemzetközi koordinációs tanácsának alelnöke, illetve 1997 és 2003 között az ICSU környezeti tanácsadó testületének tagja volt. 1996 és 1998 között az Integrációs Stratégiai Munkacsoport környezetvédelmi témacsoportját vezette. Ugyanebben az időszakban az Országos Környezetvédelmi Tanács elnöke, majd 1998 és 2002 között alelnöke volt. 2002-ben ismét a Tanács elnökévé választották. 2003 és 2005 között a Kossuth- és Széchenyi-díj Bizottság tagja volt.
A Lengyel Tudományos Akadémia, az Orosz Mezőgazdaságtudományi Akadémia, a Mongol Tudományos Akadémia, a Román Agrártudományi Akadémia, illetve az Európai Tudományos és Művészeti Akadémia is felvette tagjai sorába.

## Munkássága
Kutatási területe az agrokémia és a környezetvédelem. Kidolgozta azokat az alapelveket, amelyek a biológiai erőforrások környezetkímélő hasznosítását célozzák meg. Vezetésével számos komplex kutatási program indult el, illetve valósult meg: felmérték Magyarország agroökológiai lehetőségeit, potenciálját; megalapozták a megújuló energiaforrások, így a biomassza-termelés kutatását, valamint a mezőgazdaság fenntartható fejlődésének tudományos feltárását. Több publikációt adott közre a magyar mezőgazdaság jövőképével, illetve az agrártermelés minőségi vonatkozásaival kapcsolatban.
Tudományos munkáján kívül jelentős a filatéliai tevékenysége is. 1989 és 2002 között a Magyar Filatéliai Társaság elnöke volt, majd annak tiszteletbeli elnökévé választották.

## Családja
Nős, házasságából egy leánygyermek született.

## Díjai, elismerései
- Tessedik Sámuel-emlékérem (1978)
- Pro Natura emlékérem (1979, 1988)
- Treitz Péter-emlékérem (1983)
- A Magyar Köztársasági Érdemrend középkeresztje (1993)
- Széchenyi-díj (1996) A különböző tudományágak képviselőit összefogó és azokat irányító – nemzetközileg is példaértékű – koncepció kidolgozásáért, amelyekben tudományosan megalapozta az ország agroökológiai potenciáljának, a biomassza hasznosításának távlati lehetőségeit, a mezőgazdaság jövőképét (Agro 21), az ország természeti és biológiai erőforrásai környezetkímélő hasznosítását.
- Ipolyi Arnold tudományfejlesztési díj (1997, OTKA)
- Albert Einstein-emlékérem ezüst fokozata (1999, UNESCO)
- A Magyar Köztársasági Érdemrend középkeresztje a csillaggal (2004)
- Hazám-díj (2004, XXI. Század Társaság)
- a Balaton díszpolgára (2004)
- a Széchenyi István Egyetem Mezőgazdaság- és Élelmiszertudományi Kar díszdoktora (2005)
- Schenzl Guidó-díj (2007)
- Mohács díszpolgára (2010)

## Főbb publikációi
- A környezetvédelem nemzetközi körképe (1980)
- A magyar mezőgazdaság agroökológiai potenciálja az ezredfordulón (Csete Lászlóval és Harnos Zsolttal, 1983)
- A biomassza hasznosításának lehetőségei (társszerző, 1985)
- A biomassza hasznosításának távlatai  (akadémiai székfoglaló, 1985. december 4. Akadémiai Kiadó, Budapest, 1986)
- The Enteprisal System of an Adjusting Agriculture in Hungary (Csete Lászlóval és Harnos Zsolttal, 1988)
- Linking Environment Protection and Economic Development in Hungary (1989)
- Az alkalmazkodó mezőgazdaság (Csete Lászlóval, 1992)
- Környezetvédelmi lexikon I–II. (főszerk., 1993)
- Substainable Agriculture in the First Decade of the 21st Century (1997)
- Minőség és agrárstratégia (Csete Lászlóval, 1999)
- Környezet- és természetvédelmi lexikon (főszerk., 2002)
- Agrártermelés és globális környezetvédelem (2003)
- A fenntartható fejlődés Johannesburg után (2003)
- Pollution Process in Agri-Environment: A New Approach (szerk., 2004)
- A fenntartható agrárgazdaság és vidékfejlesztés (Csete Lászlóval, 2005)
- A Vahava-jelentés (Csete Lászlóval és Jolánkai Mártonnal, 2007)